# 13113 Williamyeats
13113 Williamyeats (tên chỉ định: 1993 RQ5) là một tiểu hành tinh vành đai chính. Nó được phát hiện bởi Eric Walter Elst ở Đài thiên văn La Silla ở Chile ngày 15 tháng 9 năm 1993. Nó được đặt theo tên William Butler Yeats, an Irish poet và dramatist of the 19th và 20th centuries.